# Teatro Standish
Il Teatro Standish si trovava in via Cavour a Firenze.
Le rappresentazioni avevano luogo all'interno di un palazzo privato dell'allora "via San Leopoldo", di proprietà dell'inglese Lord Orlando (Volland) Standish (chiamato a volte anche Standich o Standick), da cui il nome. Usato nel periodo del massimo fervore teatrale, era di dimensioni piccole ed assomiglia da una "sala di conversazione", come lo definì Francesco Regli, dove era invitata la sola aristocrazia cittadina. 
Venne aperto l'8 agosto 1836 con La Sonnambula; nel 1838 Giuseppe Poniatowski vi rappresentò la prima de Giovanni da Procida. Il teatro ospitava anche intere opere e vi suonarono Paganini e Camillo Sivori. 
In uso sicuramente nel 1857, quando è citato dal Fantozzi, poi se ne perdono le tracce.